# DaShaun Wood
DaShaun Wood (* 29. September 1985 als DaShaun Lynch in Detroit, Michigan) ist ein ehemaliger US-amerikanischer Basketballspieler. In der Saison 2010/11 wurde der auf der Position des Point Guard spielende Wood im Trikot der Deutsche Bank Skyliners als „Most Valuable Player“ (MVP) der Basketball-Bundesliga 2010/11 ausgezeichnet. Mit Alba Berlin gewann Wood den BBL-Pokal 2013.

## Karriere
Von 2003 bis 2007 spielte Wood vier Jahre lang während seines Studiums an der Wright State University für die Raiders genannte Hochschulmannschaft in der NCAA. Zu Beginn seines Studiums änderte er seinen Nachnamen Lynch in den seines leiblichen Vaters und wurde als DaShaun Wood 2007 zum Spieler des Jahres der Horizon League in der NCAA ernannt. Er setzte sich in der Bestenliste der Hochschulmannschaft mit 1849 erzielten Punkten (15,5 im Durchschnitt) auf den zweiten Rang. 2014 wurde Wood in die Ruhmeshalle der Sportabteilung der Wright State University aufgenommen.
Nachdem der Sprung in die nordamerikanische Profiliga NBA misslungen war, ging er als Profi nach Europa und spielte für Pallacanestro Cantù in der italienischen Lega Basket Serie A. Dort legte er in Saison 2007/08 ein gutes erstes Jahr als Berufsbasketballspieler hin (16,9 Punkte/Spiel) und wurde im Sommer 2017 von der Spitzenmannschaft Benetton Treviso mit einem Zweijahresvertrag ausgestattet. Für Treviso bestritt er 20 Ligaspiele (6,9 Punkte im Schnitt). In der Saison 2009/10 stand er wegen der Genesung von einem Kreuzbandriss bei keinem Profiverein unter Vertrag. 2010 spielte er in der NBA Summer League für die Los Angeles Clippers.
In der Basketball-Bundesliga 2010/11 wurde er von den Deutsche Bank Skyliners aus Frankfurt am Main unter Vertrag genommen und avancierte hier nach seiner über einjährigen Wettkampfpause zum besten Spieler der Basketball-Bundesliga. Wood kam auf Mittelwerte von 19 Punkten, 5,8 Korbvorlagen, 4,7 Rebounds und 1,3 Ballgewinnen je Begegnung. Er bestritt nach Einschätzung des Journalisten Sebastian Gehrmann im Buch 50 Jahre Basketball-Bundesliga „eine der beeindruckendsten Saisons, an die man sich ligaweit erinnern kann.“ Die Skyliners verloren jedoch als Play-off-Halbfinale gegen den späteren Vizemeister Alba Berlin. Anschließend wechselte der Frankfurter Trainer Gordon Herbert zu dem Berliner Verein und auch Wood wurde von Alba unter Vertrag genommen. Nach einer mäßigen Saison 2011/12 verließ Trainer Herbert den Verein wieder. In der folgenden Saison 2012/13 erreichte Alba mit Wood die Zwischenrunde der 16 besten Mannschaften im höchstrangigen europäischen Vereinswettbewerb EuroLeague 2012/13. Nach dem Gewinn des BBL-Pokals 2013 vor heimischen Publikum schieden die Berliner jedoch in den Play-offs erneut früh in der ersten Runde aus.
Nach Ablauf seines Vertrages in Berlin schloss sich Wood zur Saison 2013/14 dem französischen Verein Le Mans Sarthe Basket in der LNB Pro A an. Nach einer Saison wechselte er in die Türkei zu Tofaş SK Bursa, wo er ebenfalls nur ein Jahr aktiv war. Nach der Saison 2014/15 unterschrieb er einen Vertrag bei Limoges CSP, bestritt allerdings kein einziges Spiel für den französischen Club.
Im Januar 2016 wechselte Wood zu Cholet Basket. Dort spielte er bis Mai desselben Jahres. Im Sommer 2017 einigte sich der US-Amerikaner mit dem französischen Zweitligisten SLUC Nancy Basket auf einen Zweijahresvertrag. Aufgrund von Kniebeschwerden, die einen operativen Eingriff notwendig machten, stand Wood für Nancy in keinem Pflichtspiel auf dem Feld, Ende November 2017 wurde die Zusammenarbeit zwischen Spieler und Verein beendet. Wood trat hernach im Berufsbasketball nicht mehr in Erscheinung.

## Erfolge und Auszeichnungen
- BBL Most Valuable Player: Saison 2010/11
- 2× BBL Best Offensive Player: Saison 2010/11, Saison 2011/12
- 2× BBL All-First-Team: Saison 2010/11, Saison 2011/12